# Agobardus
Agobardus là một chi nhện trong họ Salticidae.